# Ludwigstraße
Ludwigstraße est l'une des quatre avenues royales de Munich en Allemagne.

## Situation et accès
C'est l'une des quatre avenues principales du centre de Munich, avec la Brienner Straße, la Maximilianstraße et la Prinzregentenstraße.
Elle débute à l'Odeonsplatz, allant de la Feldherrnhalle en ligne droite sur 1 kilomètre jusqu'au Siegestor. Elle change de nom en Leopoldstraße dans l'arrondissement de Schwabing.
Elle se trouve bordée par d'importants bâtiments administratifs, tels que la Bibliothèque de l'État de Bavière, les Archives d'Etat de Bavière et l'Université Louis-et-Maximilien.

## Origine du nom
La Ludwigstraße à Munich tire son nom du roi Ludwig Ier de Bavière, qui a joué un rôle central dans sa création et son développement.

## Historique
Elle constitue la voie la plus importante en direction nord-sud et a été sillonnée par des tramways entre 1877 et 1971. 
Elle a été utilisée pour des parades militaires et le retour des troupes à la suite de la guerre franco-allemande en 1871.

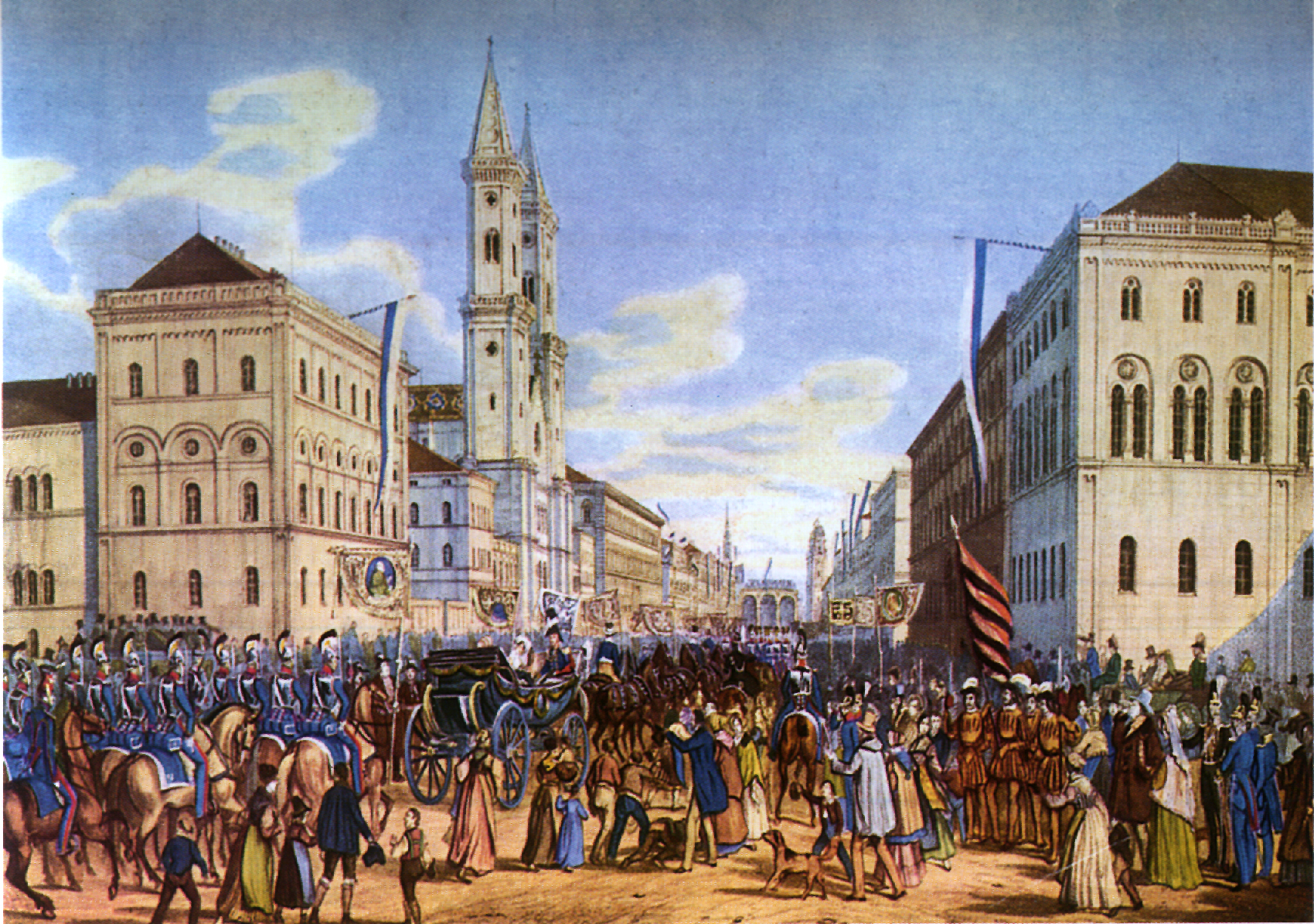
Ludwigstraße En 1842

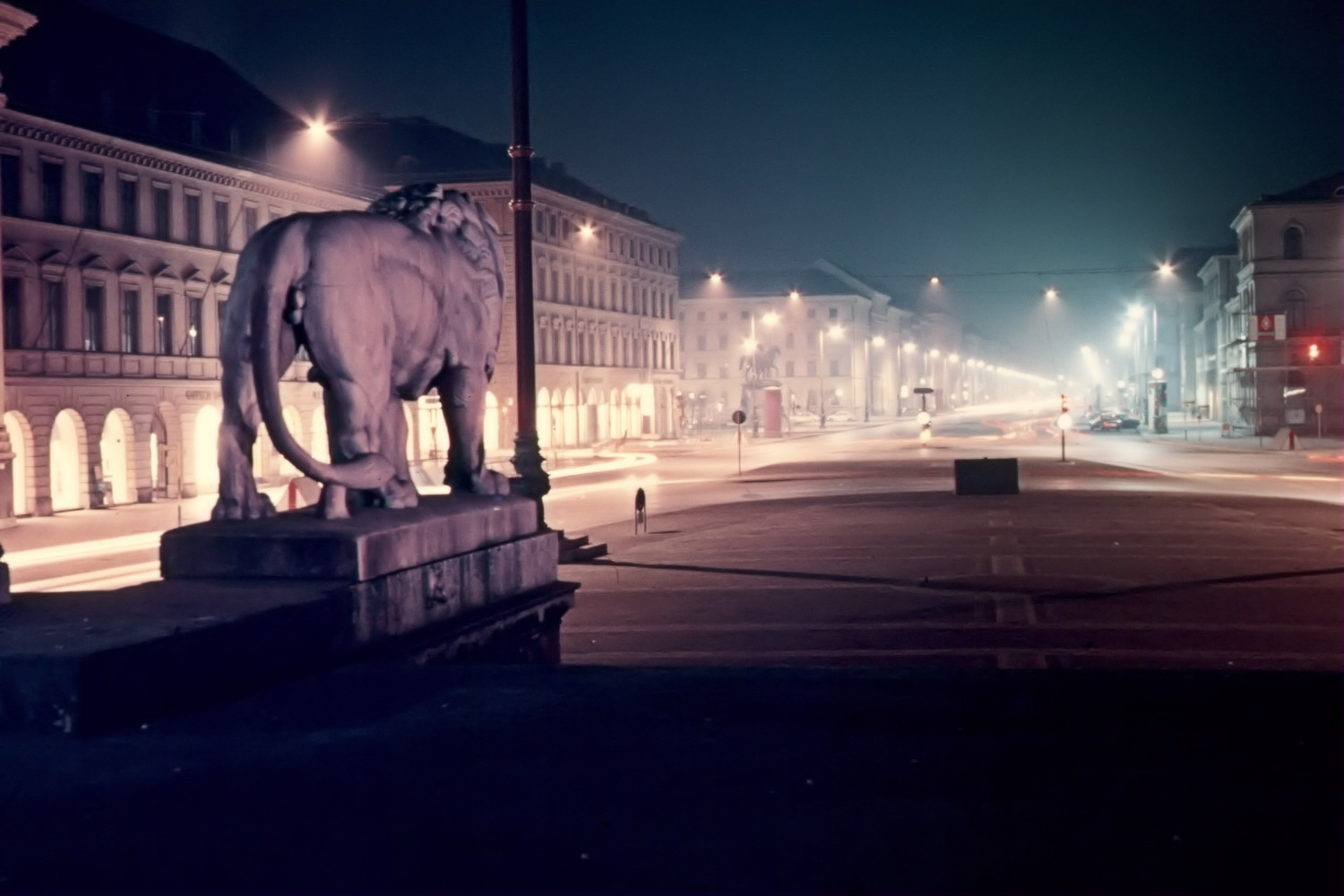
Depuis la Feldherrnhalle

## Bâtiments remarquables et lieux de mémoire
- Odeonsplatz - Feldherrnhalle
- Archives d'Etat de Bavière, Leo von Klenze, 1824–1830 (n° 14)
- Bibliothèque de l'État de Bavière, Friedrich von Gärtner, 1832–1842 (n° 16)
- Bayerischer Verwaltungsgerichtshof, Friedrich von Gärtner, 1840–1843 (n° 23)
- Seminargebäude der Ludwig-Maximilians-Universität (Bâtiment du Séminaire de l'Université; avant: Blindeninstitut - Institut pour Aveugles; Friedrich von Gärtner, 1833-1825 (n° 25)
- Universitätskirche St. Ludwig; Friedrich von Gärtner, 1829–1844
- Georgianum (Friedrich von Gärtner, 1834–1841) (Professor-Huber-Platz 1)
- Max-Joseph-Stift (Friedrich von Gärtner, 1837–1840) (Professor-Huber-Platz 2)
- Haslauer Block, Leo von Klenze, 1827-1830
- Université Louis-et-Maximilien (Friedrich von Gärtner, 1835–1840) (Geschwister-Scholl-Platz 1)
- Siegestor (Friedrich von Gärtner, 1843–1852)